# R-29
Die R-29 ist eine U-Boot-gestützte ballistische Interkontinentalrakete (SLBM) aus sowjetischer/russischer Produktion, die in verschiedenen Varianten existiert. Das US-Verteidigungsministerium bzw. die NATO verwendet mehrere Codebezeichnungen für verschiedene Varianten der R-29: (SS-N-8 Sawfly, SS-N-18 Stingray, SS-N-23 Skiff).

## Technik
Alle Versionen sind zweistufige Flüssigtreibstoff-Raketen. Als Treibstoff verwendete die R-29 die lagerfähigen Flüssigtreibstoffe UDMH und Stickstofftetroxid. Die Steuerung der R-29 erfolgt mittels einer Trägheitsnavigationsplattform sowie mit einem optoelektronischen System zur Astronavigation. Es wird eine Präzision (CEP) von 500–1500 m erreicht (je nach Version). Die Lenkwaffen können aus dem aufgetauchten oder aus dem getauchten U-Boot verschossen werden.
Eine zivile Ausführung zum Start von Satelliten wird unter den Namen Wolna und Schtil verwendet.

## Varianten

### R-29
Die R-29 wurde 1974 eingeführt und bekam von der NATO die Bezeichnung SS-N-8 Sawfly mod 1.
Als Startplattform dienen die U-Boote der Delta-I-Klasse.
Jedes U-Boot dieser Klasse ist mit 12 R-29-Lenkwaffen bestückt.

### R-29D
Die verbesserte R-29D wurde 1974 eingeführt und bekam von der NATO die Bezeichnung SS-N-8 Sawfly mod 2.
Als Startplattform dienen die U-Boote der Delta-I-Klasse.
Jedes U-Boot dieser Klasse ist mit 12 R-29D-Lenkwaffen bestückt.

### R-29K
Die R-29K wurde 1978 eingeführt und bekam von der NATO die Bezeichnung SS-N-18 Stingray mod 1/2.
Als Startplattform dienen die U-Boote der Delta-II-Klasse.
Jedes U-Boot dieser Klasse ist mit 16 R-29K-Lenkwaffen bestückt.

### R-29RL
Die R-29R wurde 1979 eingeführt und bekam von der NATO die Bezeichnung SS-N-18 Stingray mod 3.
Als Startplattform dienen die U-Boote der Delta-III-Klasse, von welchen in Russland noch bis zu 6 im Dienst stehen.
Jedes U-Boot dieser Klasse ist mit 16 R-29RL-Lenkwaffen bestückt. Die letzten Flüge von R-29RL Raketen fanden am 6. und 7. Oktober von den U-Booten Georgiy Pobedonosets und Rjasan aus dem Ochotskischem Meer mit dem Zielpunkten auf der Kanin-Halbinsel erfolgreich statt. Die Rakete wird für zivile Starts kleiner Satelliten als Wolna angeboten.

### R-29RM
Die R-29RM wurde 1986 eingeführt und bekam von der NATO die Bezeichnung SS-N-23 Skiff. 1999 hat Russland die zuvor gestoppte Produktion wieder aufgenommen. Unter der Bezeichnung R-29RMU2 Sinewa ist sie die einzige derzeit in Serienproduktion befindliche SLBM Russlands. Die neu produzierten ersetzen ältere Raketen auf den Delta-IV-Booten.
Als Startplattform dienen die U-Boote der Delta-IV-Klasse, von denen in Russland derzeit 6 im Dienst stehen.
Jedes U-Boot dieser Klasse ist mit 16 R-29RM-Lenkwaffen bestückt. Bei einem Test im Oktober 2008 flog die Rakete dabei über die volle Reichweite und traf ein Ziel in der äquatorialen Pazifikregion nach mehr als 11.500 km Flug. Der erfolgreiche Testflug fand am 28. Juli 2011 vom U-Boot K-84 („Jekaterinburg“) in der Barentssee statt. Dies war bereits der dritte Teststart einer R-29RM von der Jekaterinburg im Jahr 2011. Die jüngste Version der Rakete ist die R-29RMU2.1 „Liner“, welche erstmals am 20. Mai 2011 getestet wurde. Diese trägt 10 Sprengköpfe des gleichen Typs, welche auch auf der RSM-56 Bulawa und der RS-24 Jars verwendet werden. Die Rakete wird auch für zivile Starts kleiner Satelliten als Schtil angeboten.
Ein russischer Militärexperte erörterte in der Nowaja gaseta im August 2019 die Möglichkeit, dass eine auf dem Meeresgrund stationierbare Variante des Systems entwickelt würde; für ihn war naheliegend, dass die dafür über längere Zeit aufrecht zu erhaltende Stromversorgung mittels einer Radionuklidbatterie gewährleistet würde, welche wiederum die mögliche Strahlungsquelle des Nuklearunfalls auf der Marinebasis von Njonoksa am 8. August 2019 gewesen wäre. Aufgrund der Zerfallselemente war jedoch bei jenem Unfall womöglich im Gegensatz zu den offiziellen Erklärungen nicht eine Radionuklidbatterie für die Strahlung verantwortlich.

## Technische Daten

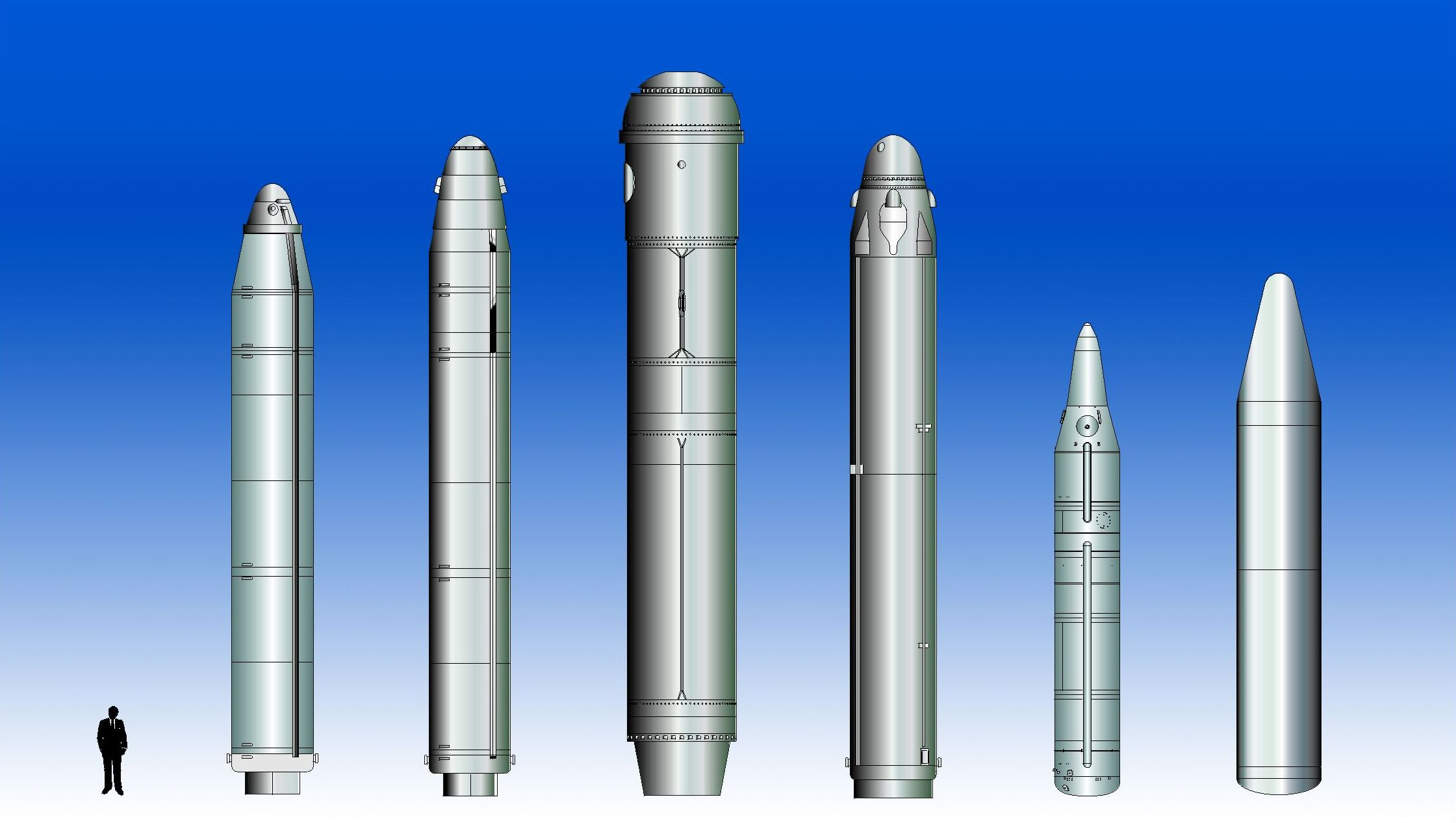
Vergleich von R-29, R-29RL, R-39, R-29RM, JL-1 und JL-2 (China)

|                                 | R-29      | R-29D     | R-29K                    | R-29RL                  | R-29RM                    |
| ------------------------------- | --------- | --------- | ------------------------ | ----------------------- | ------------------------- |
| Einführungsjahr                 | 1974      | 1974      | 1978                     | 1979                    | 1986                      |
| Startmasse                      | 32.800 kg | 33.300 kg | 34.388 kg                | 35.300 kg               | 40.300 kg                 |
| Durchmesser                     | 1,80 m    | 1,80 m    | 1,80 m                   | 1,80 m                  | 1,90 m                    |
| Länge                           | 13,20 m   | 13,00 m   | 14,40 m                  | 14,09 m                 | 14,80 m                   |
| Stufen                          | 2         | 2         | 2                        | 2                       | 3                         |
| Masse des Sprengkopfs           | 680 kg    | 860 kg    | 820 kg                   |                         |                           |
| Wurfmasse                       |           |           |                          | 1600 kg                 | 2800 kg                   |
| Reichweite                      | 7700 km   | 9100 km   | 8000 km                  | 6500 km                 | 8310 km                   |
| Gefechtskopf                    | 1 RV      | 1 RV      | 1 RV oder 3 MIRV         | 3 MIRV (mit 7 getestet) | 4 MIRV (R-29RMU: 10 MIRV) |
| Sprengleistung pro Gefechtskopf | 800 kT    | 800 kT    | RV: 450 kT, MIRV: 200 kT | 100 kT                  | 100 kT                    |